# Комацубара, Мисато
Мисато Комацубара (яп. 小松原美里; род. 28 июля 1992 года в Токио) — японская фигуристка, выступающая в танцах на льду с Тимом Колето. Они — бронзовые призёры турниров серии «Челленджер»: Asian Open Trophy (2018) и U.S. Classic (2018), чемпионы Японии (2019, 2020 и 2022 годов), серебряные призёры командного чемпионата мира (2019 года) и серебряные призёры Олимпийских игр в командных соревнованиях.
С 2014 по 2016 год выступала за Италию в паре с Андреа Фаббри, с которым она — серебряный призёр турнира серии «Челленджер»: Icechallenge (2015) и двукратный бронзовый призёр чемпионата Италии (2015, 2016).
По состоянию на 12 февраля 2023 года пара Комацубара / Колето занимает 30-е место в рейтинге Международного союза конькобежцев (ИСУ).

## Карьера

### Ранние годы
Мисато Комацубара родилась 28 июля 1992 года в Токио. Она встала на коньки в возрасте десяти лет.
Первым её партнёром был Кокоро Мидзутани. В сезоне 2010/2011 годов пара участвовала в юниорской серии Гран-при. На этапе в Германии они заняли пятнадцатое место, а на японском этапе стали одиннадцатыми.
Начиная со следующего сезона выступала с Каору Цудзи. В декабре 2012 года на чемпионате Японии, который проходил в Саппоро, Комацубара и Цудзи финишировали на четвёртой позиции.

### Выступления за Италию
В 2013 году Комацубара встала в пару с итальянцем Андреа Фаббри. Пара тренировалась в Милане под руководством бронзового призёра Олимпийских игр 2002 в танцах на льду Барбары Фузар-Поли. Они дебютировали в октябре 2014 года на Мемориале Ондрея Непелы, заняв шестое место. Комацубара/Фаббри стали бронзовыми призёрами национального чемпионата. Этот результат позволил паре отправиться в Стокгольм на чемпионат Европы, где они стали двадцать третьими.
В новом сезоне Комацубара с партнёром показала второй результат на турнире серии «Челленджер» Icechallenge. На чемпионате Италии пара вновь завоевала бронзовые медали. В январе соревнования на континентальном чемпионате Комацубара и Фаббри завершили на двадцать первом месте.
В апреле 2016 года пара заявила о распаде.

### В паре с Тимом Колето
Новым партнёром Мисато стал Тим Колето, ранее выступавший за Южную Корею с Мин Ю Ра.
Пара дебютировала на международном уровне в Бергамо, где на турнире Lombardia Trophy заняли восьмое место. В ноябре на этапе Гран-при NHK Trophy они финишировали на последнем, десятом месте. Через месяц Мисато с партнёром завоевала «серебро» национального чемпионата. Позже они отправились на чемпионат четырёх континентов, где расположились на десятой позиции.
На старте сезона 2018/2019 годов пара завоевала бронзовые награды турниров Asian Open Trophy и U.S. Classic. Комацубара/Колето заняли восьмые места на двух этапах Гран-при: в России и Японии. В декабре они завоевали титул чемпионов Японии. В апреле фигуристы в составе сборной Японии заняли второе место на командном чемпионате мира.

## Программы
(с Тимом Колето)
| Сезон     | Ритм танец | Произвольный танец | Показательные номера                                                             |
| --------- | --- | --- | -------------------------------------------------------------------------------- |
| 2022—2023 | - «Loca» Шакира ft. Диззи Раскал - «Hay Amores» Шакира - «Dare (La La La)» Шакира ft. Карлиньос Браун хореография: Ромен Агеноэр, Мари Франс-Дюбрёй, Жинетт Курнуайе, Сэмюэл Шуинар, Ева Айропетян | - «Пятый элемент»: - «Il dolce suono (Lucia di Lammermoor)» Гаэтано Доницетти - «The Diva Dance» Эрик Серра хореография: Ромен Агеноэр, Мари Франс-Дюбрёй, Жинетт Курнуайе, Сэмюэл Шуинар, Ева Айропетян                               | - «Filter» BTS - «(You Drive Me) Crazy» - «Oops!... I Did It Again» Бритни Спирс |
| 2021—2022 | - «Le Freak» Chic - «What You Won't Do for Love» Бобби Колдуэлл - «You Make Me Feel (Mighty Real)» Sylvester хореография: Жинетт Курнуайе, Сэмюэл Шуинар                                           | - «Sayuri's Theme» - «Going to School» - «The Chairman's Waltz» - «Sayuri's Theme and End Credits» (из фильма «Мемуары гейши») Джон Уильямс хореография: Жинетт Курнуайе, Сэмюэл Шуинар                                                |                                                                                  |
| 2020—2021 | - Блюз: «Dreamgirls» - Свинг: «One Night Only» - Диско: «Jimmy Got Soul» (из фильма «Девушки мечты») Генри Кригер и Том Айен хореография: Мари Франс-Дюбрёй, Ромен Агеноэр                         | - «Une histoire d'amour» в исполнении Мирей Матьё хореография: Мари Франс-Дюбрёй, Ромен Агеноэр, | - «Umarekuru Kodomotachi no Tame ni» Кадзумаса Ода                               |
| 2019—2020 | - Блюз: «Dreamgirls» - Свинг: «One Night Only» - Диско: «Jimmy Got Soul» (из фильма «Девушки мечты») Генри Кригер и Том Айен хореография: Мари Франс-Дюбрёй, Ромен Агеноэр                         | - «Cry of the Celts» - «Suil a Ruin» - «The Lord of the Dance» (из шоу «Lord of the Dance») Ронан Хардиман хореография: Мари Франс-Дюбрёй, Ромен Агеноэр                                                                               |                                                                                  |
| 2018—2019 | - Танго: «El Sol Sueno» Гидон Кремер - Танго: «Sueno de Barrilete» Сюзанна Ринальди хореография: Мари Франс-Дюбрёй, Ромен Агеноэр                                                                  | - «Une histoire d'amour» в исполнении Мирей Матьё хореография: Мари Франс-Дюбрёй, Ромен Агеноэр | - «Your Name» RADWIMPS                                                           |
|           | Короткий танец | Произвольный танец | Показательные номера                                                             |
| 2017—2018 | - Сальса: «Ahora Quien» Марк Энтони - Румба: «Ahora Quien» Марк Энтони - Самба: «Samba do Brasil (Radio Remix)» Bellini хореография: Барбара Фузар-Поли                                            | - «Where Is It Written?» (из фильма «Йентл») Барбра Стрейзанд, Мишель Легран - «End Credits» (из фильма «Сабрина») Джон Уильямс - «A Piece of Sky» (из фильма «Йентл») Барбра Стрейзанд, Мишель Легран хореография: Барбара Фузар-Поли |                                                                                  |
| 2016—2017 | - «Mercy on Me» - «Candyman» хореография: Кристофер Дин | - «Богемская рапсодия» Фредди Меркьюри хореография: Кристофер Дин |                                                                                  |

(с Андреа Фаббри)
| Сезон     | Короткий танец | Произвольный танец |
| --------- | --- | --- |
| 2015—2016 | - Вальс: «Libiamo ne’ lieti calici» - Полька: «Dell'invito trascorsa è già l'ora» (из оперы «Травиата») Джузеппе Верди | - «Dolencias» - «Sikuriadas» Инти-Ильимани                                                                                      |
| 2014—2015 | - «Dancers of the Night» Гуидо Лучани - «Paso Nr. 6» в исполнении Андре Рьё                                            | - «Unchain My Heart» Джо Кокер - «It’s a Man’s Man’s Man’s World» Джеймс Браун, Лучано Паваротти - «Walking By Myself» Гэри Мур |

(с Кокоро Мидзутани)
| Сезон     | Короткий танец                 | Произвольный танец                                     |
| --------- | ------------------------------ | ------------------------------------------------------ |
| 2010—2011 | - Вальс: «Song of the Spirits» | - Саундтрек к мультфильму «Труп невесты» Дэнни Эльфман |

## Спортивные достижения
(с Тимом Колето)
| Соревнования                   | 16/17         | 17/18         | 18/19         | 19/20         | 20/21         | 21/22         | 22/23         |
| Международные                  | Международные | Международные | Международные | Международные | Международные | Международные | Международные |
| ------------------------------ | ------------- | ------------- | ------------- | ------------- | ------------- | ------------- | ------------- |
| Олимпийские игры               |               |               |               |               |               | 22            |               |
| Чемпионаты мира                |               |               | 21            |               |               |               |               |
| Чемпионаты четырёх континентов |               | 10            | 9             | 11            |               |               | 7             |
| Этапы Гран-при: Cup of China   |               |               |               | 10            |               |               |               |
| Этапы Гран-при: NHK Trophy     |               | 10            | 8             | WD            | 1             | 7             | 9             |
| Этапы Гран-при: Rostelecom Cup |               |               | 8             |               |               |               |               |
| Этап Гран-при: Skate America   |               |               |               |               |               | 6             |               |
| Этап Гран-при: Skate Canada    |               |               |               |               |               |               | 7             |
| Челленджеры. Asian Open        |               |               | 3             | 9             |               |               |               |
| Челленджеры. Lombardia Trophy  |               | 8             |               |               |               |               |               |
| Челленджеры. U.S. Classic      |               |               | 3             |               |               |               |               |
| Международные командные        |               |               |               |               |               |               |               |
| Олимпийские игры               |               |               |               |               |               | 2             |               |
| Командные чемпионаты мира      |               |               | 2             |               | 3             |               |               |
| Национальные                   |               |               |               |               |               |               |               |
| Чемпионаты Японии              | 3             | 2             | 1             | 1             | 1             | 1             |               |

(с Андреа Фаббри)
| Соревнования                      | 14/15         | 15/16         |
| Международные                     | Международные | Международные |
| --------------------------------- | ------------- | ------------- |
| Чемпионаты Европы                 | 23            | 21            |
| Челленджеры. Denkova-Staviski Cup |               | 4             |
| Челленджеры. Icechallenge         | 5             | 2             |
| Челленджеры. Мемориал Непелы      | 6             |               |
| Bavarian Open                     | 1             |               |
| Lombardia Trophy                  |               | 3             |
| Santa Claus Cup                   | 3             | 2             |
| Национальные                      |               |               |
| Чемпионаты Италии                 | 3             | 3             |

(с Каору Цудзи)
| Соревнования                    | 11/12        | 12/13        |
| Национальные                    | Национальные | Национальные |
| ------------------------------- | ------------ | ------------ |
| Чемпионаты Японии               |              | 4            |
| Первенство Японии среди юниоров | 1            |              |

(с Кокоро Мидзутани)
| Соревнования                        | 09/10                       | 10/11                       |
| Международные среди юниоров         | Международные среди юниоров | Международные среди юниоров |
| ----------------------------------- | --------------------------- | --------------------------- |
| Чемпионат мира среди юниоров        |                             | 14 PR                       |
| Этапы юниорского Гран-при: Германия |                             | 15                          |
| Этапы юниорского Гран-при: Япония   |                             | 11                          |
| Bavarian Open                       |                             | 5                           |
| Национальные                        |                             |                             |
| Первенство Японии среди юниоров     | 1                           | 1                           |
| PR = предварительный раунд          |                             |                             |